# Pițigoi japonez
Pițigoiul japonez (Sittiparus varius) este o pasăre din ordinul paseriformelor, din familia pițigoilor, Paridae. Apare în Japonia, Coreea și local în nord-estul Chinei (sudul Liaoning) și în sud-estul extrem al Rusiei (sudul insulelor Kurile).

## Taxonomie
Pițigoiul japonez a fost descris de zoologul olandez Coenraad Jacob Temminck și ornitologul german Hermann Schlegel în 1845 și i s-a dat numele binomial Parus varius.Parus varius. Până la sfârșitul secolului al XX-lea, pițigoiul japonez era de obicei plasat împreună cu majoritatea celorlalți membri ai familiei de pițigoi în genul Parus. În 2005, raportul unui studiu de filogenetică moleculară care a examinat secvențele de ADN mitocondrial de la membrii familiei de pițigoi, a recomandat includerea pițigoiului japonez împreună cu aproximativ cincisprezece alte specii în genul  Poecile. Autorii unui studiu din 2013 care a analizat atât secvențele mitocondriale, cât și cele nucleare, au sugerat împărțirea genului Poecile și plasarea pițigoiului japonez în genul Sittiparus. Genul fusese inițial creat de politicianul și naturalistul belgian Edmond de Sélys Longchamps în 1884, cu pițigoiul japonez ca specie tip. Această propunere a fost adoptată de Uniunea Internațională a Ornitologilor.
Au fost descrise o serie de subspecii, dintre care una a dispărut în secolul al XX-lea:
- S. v. varius (Temminck & Schlegel, 1845) — Kurile de sud (Kunashir, Shikotan, Iturup), nord-estul Chinei, centrul și sudul Coreei, Japonia
- S. v. sunsunpi (Kuroda, 1919) — Tanegashima
- S. v. namiyei (Kuroda, 1918) — Insula Toshima, Niijima și Kōzu-shima
- S. v. yakushimensis (Kuroda, 1919) — Yakushima
- S. v. amamii (Kuroda, 1922) — Amami Ōshima, Tokunoshima și Okinawa Island
- S. v. orii (Kuroda, 1923) — extinct c. 1940

## Galerie

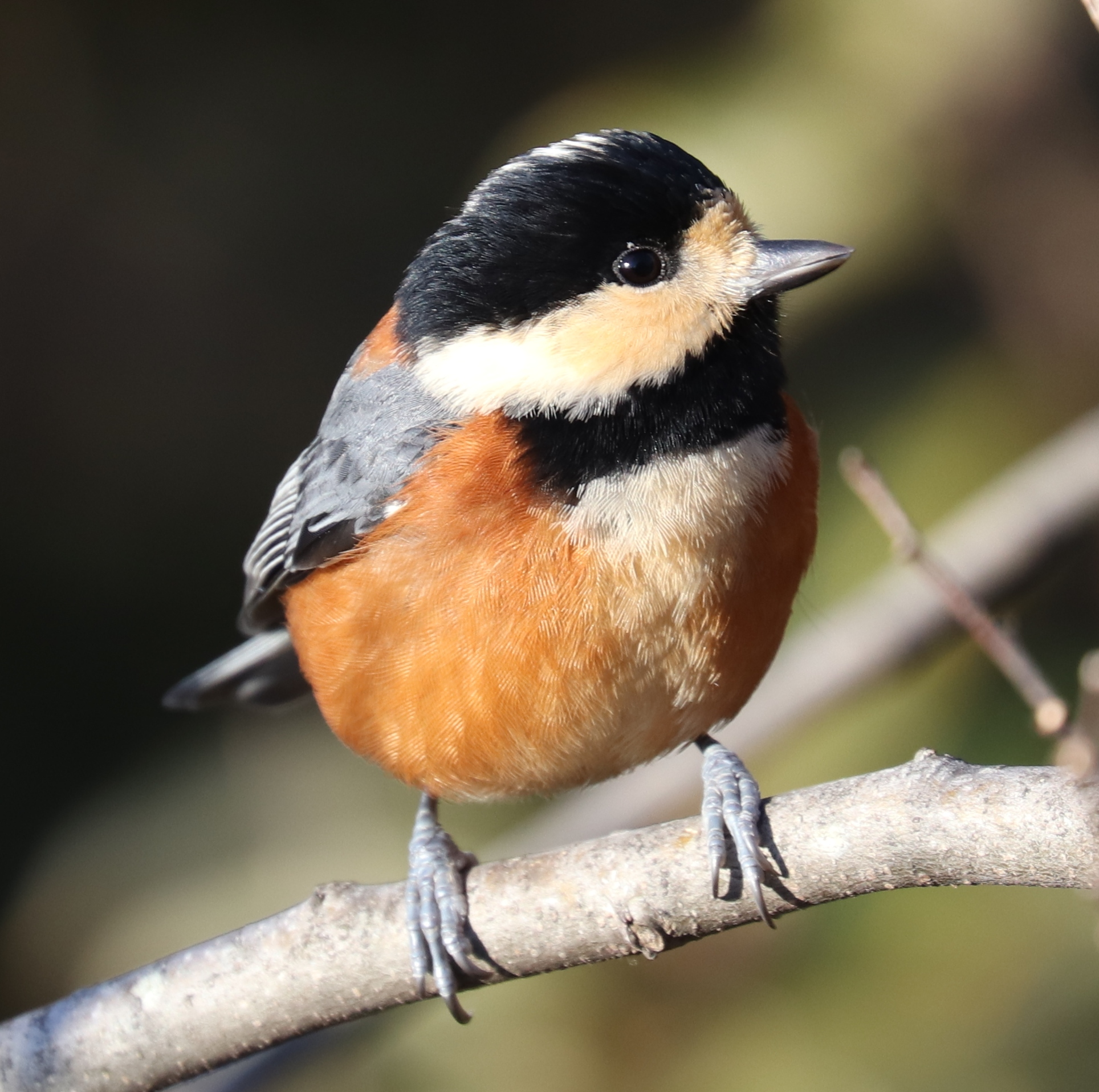
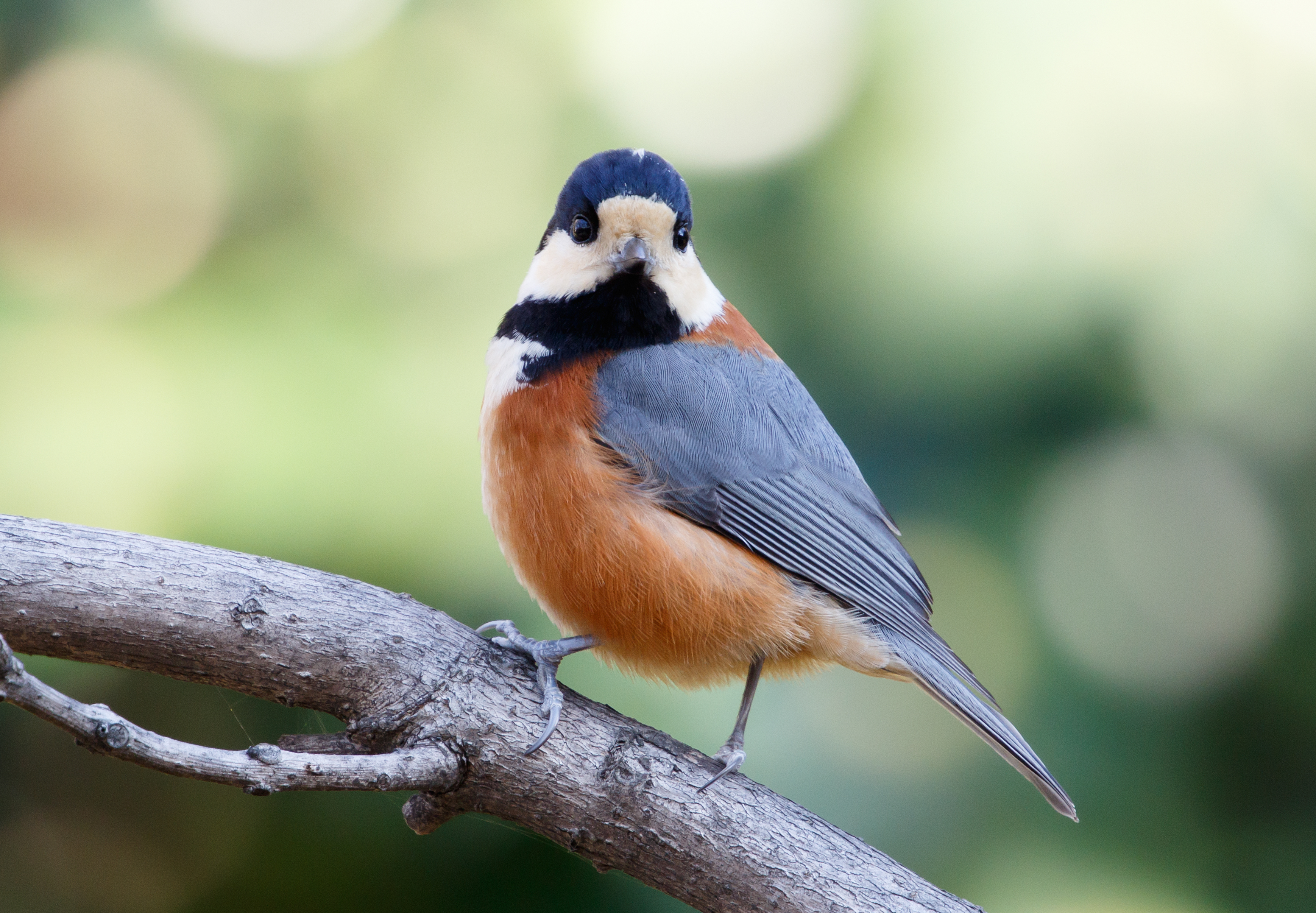
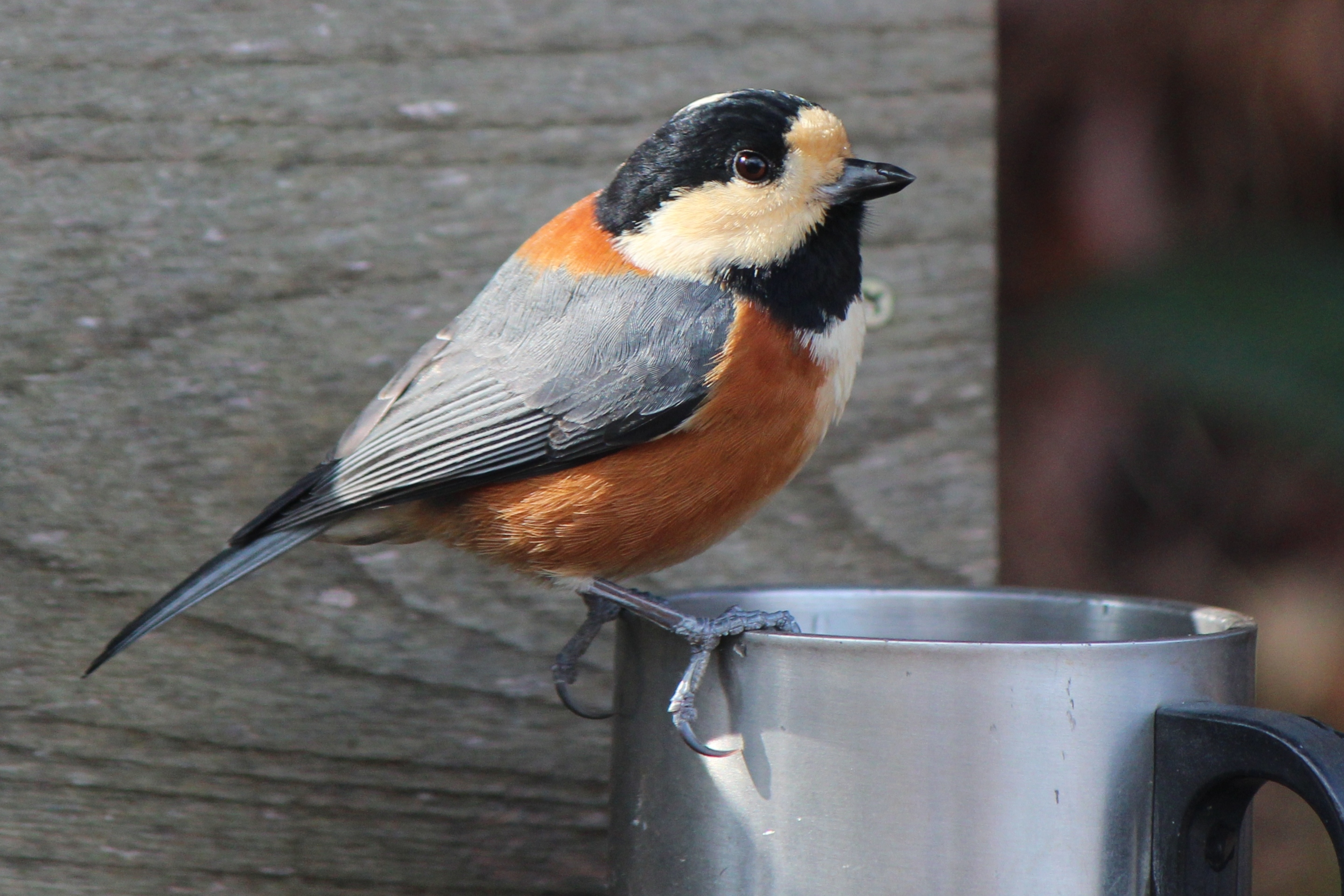